# HMS Catterick (L81)
Le HMS Catterick (pennant number L81) est un destroyer d'escorte de classe Hunt de type III construit pour la Royal Navy, pendant la Seconde Guerre mondiale

## Construction
Le Catterick est commandé le 4 juillet 1940 dans le cadre du programme d'urgence de la guerre de 1940 pour le chantier naval de Vickers Armstrong de Barrow-in-Furness en Angleterre sous le numéro 794. La pose de la quille est effectuée le 1er mars 1941, le Catterick est lancé le 22 novembre 1941 et mis en service le 12 juin 1942.
Il est parrainé par la communauté civile du district de Border pendant la campagne nationale du Warship Week (semaine des navires de guerre) en mars 1942.
Les navires de classe Hunt sont censés répondre au besoin de la Royal Navy d'avoir un grand nombre de petits navires de type destroyer capables à la fois d'escorter des convois et d'opérer avec la flotte. Les Hunt de type III se distinguent des navires précédents type I et II par l'ajout de 2 tubes lance-torpilles au milieu du navire. Pour compenser le poids des tubes lance-torpilles, seuls 2 supports de canons jumeaux de 4 pouces ont été installés, le canon en position "Y" a été retiré, le projecteur étant déplacé vers le pont arrière de l'abri en conséquence. Les Hunt de type III pouvaient être facilement identifiés car ils avaient une cheminée droite avec un sommet incliné et le mât n'avait pas de râteau. Quatorze d'entre eux ont vu leurs ailerons stabilisateurs retirés (ou non installés en premier lieu) et l'espace utilisé pour le mazout supplémentaire.
Le Hunt type III (comme le type II) mesure 80,54 m de longueur entre perpendiculaires et 85,34 m de longueur hors-tout. Le Maître-bau du navire mesure 9,60 m et le tirant d'eau est de 3,51 m. Le déplacement est de 1 070 t standard et de 1 510 t à pleine charge.
Deux chaudières Admiralty produisant de la vapeur à 2 100 kPa (21 bar) et à 327 °C alimentent des turbines à vapeur à engrenages simples Parsons qui entraînent deux arbres d'hélices, générant 19 000 chevaux (14 000 kW) à 380 tr/min. Cela donne une vitesse de 27 nœuds (50 km/h) au navire. 281 t de carburant sont transportés, ce qui donne un rayon d'action nominale de 2 560 milles marins (4 740 km) (bien qu'en service, son rayon d'action tombe à 1 550 milles marins (2 870 km)).
L'armement principal du navire est de quatre canons de 4 pouces QF Mk XVI (102 mm) à double usage (anti-navire et anti-aérien) sur trois supports doubles, avec un support avant et deux arrière. Un armement antiaérien rapproché supplémentaire est fourni par une monture avec des canons quadruple de 2 livres "pom-pom" MK.VII et trois  canons Oerlikon de 20 mm Mk. III montés dans les ailes du pont, Jusqu'à 110 charges de profondeur pouvaient être transportées, avec deux goulottes de charge en profondeur et  quatre lanceurs de charge en profondeur constituent l'armement anti-sous-marin du navire. Le radar de type 291 et de type 285 sont installés, de même qu'une sonar de type 128,. Le navire avait un effectif de 168 officiers et hommes,.

## Histoire

### Seconde guerre mondiale

#### 1942
Après des essais d'acceptation et sa mise en service, le Catterick est transféré à Scapa Flow en juin 1942, où il rejoint la Home Fleet et continue à être entièrement équipé. À ce moment, il est déployé dans une opération d'escorte de diversion pour distraire l'attention de l'ennemi sur le convoi PQ 17, un convoi arctique à Mourmansk en Union soviétique qui subit de lourdes pertes,,,,.
Après avoir terminé son équipement, le Catterick est nommé pour rejoindre la 2e flottille de destroyers de la Eastern Fleet (Flotte d'Extrême-Orient). Ainsi, le 29 juillet, il rejoint le croiseur marchand armé HMS Ranpura, le destroyer Petard (G56) et le destroyer d'escorte Ledbury (L90) pour escorter le convoi WS21 à Clyde pour un voyage en Inde. . En chemin, le Ledbury se détache pour rejoindre l'opération Pedestal en Méditerranée, et le convoi WS21 se rend à Freetown, en Sierra Leone, pour arriver le 10 août. Le Catterick, le croiseur lourd Hawkins (D86) et le destroyer Petard continuent à opérer en direction de l'Afrique du Sud, pour Capetown arrivant le 27 août, où le Catterick se sépare du train WS21 pour Mombasa, au Kenya où il arrive au port de Kilindini le 19 septembre.
Le Catterick est organisé pour des opérations d'escorte dans l'océan Indien, basées au port de Kilindini. Le 30 novembre, il secourt 157 survivants du navire marchand SS Llandaff Castle, qui a coulé au sud-est de Lourenço Marques, au Mozambique à la position géographique de 27° 20′ S, 33° 40′ E, par deux torpilles lancées du sous-marin allemand U-177.

#### 1943
Le 1er mars 1943, le Catterick et les destroyers Blackmore (L43) et Relentless (H85) se joignent à l'escorte du convoi WS26 lors de leur voyage de Durban dans l'océan Indien. Il se sépare du convoi WS26 le 4 mars. Le 29 mars avec les destroyers Foxhound (H69), Napier (G97) et Rotherham (H09), il escorte le convoi WS27 lors d'un voyage similaire et se sépare du convoi WS27 trois jours plus tard pour retourner à Durban.
Le Catterick est maintenu en cale sèche à Durban du 7 au 15 avril avant d'être transféré pour opérer dans l'Atlantique Sud. Le 16 avril, il escorte le cuirassé Warspite (03) lors d'une partie de son retour en Angleterre, puis se détache et se rend à Freetown, où il est chargé d'escorter les navires outre-Atlantique. Le 22 mai, le Catterick et les destroyers Antelope (H36) et Foxhound naviguent pour Gibraltar. Trois jours plus tard, le Catterick, le croiseur lourd Suffolk (55), le croiseur marchand armé HMS Corfu et les destroyers Antelope et Foxhound rejoignent le convoi WS30 lors de son voyage à Freetown. Il se sépare du convoi WS30 quatre jours plus tard.
Le Catterick rejoint le convoi WS30 le 3 juin avec le croiseur Suffolk et les croiseurs marchands armés HMS Carnarvon Castle et Corfu, escortant le convoi pendant le voyage vers Capetown; puis se détache du convoi après son arrivée à Capetown le 16 juin. il sert d'escorte dans l'Atlantique Sud et dans l'Océan Indien jusqu'en août, date à laquelle il est déployé en Méditerranée. Il se rend en Méditerranée avec le convoi CF13, arrivant à Gibraltar le 24 août.
En septembre, le Catterick rejoint l'Escort 50 à Alger en préparation de l'opération Avalanche, le débarquement allié de Salerne, en Italie. Pendant le débarquement, il est affecté à la Force V et escorte les transporteurs pendant l'attaque, puis protège des convois et des patrouilles hors de la zone d'assaut. Le Catterick reprend son service d'escorte en octobre, puis est transféré à la 18e flottille de destroyeurs basée à Malte en décembre,.

#### 1944
Le Catterick poursuit ses tâches de patrouille et d'escorte dans le centre de la Méditerranée jusqu'en juillet 1944, date à laquelle il est mobilisé pour l'opération Dragoon, le débarquement allié dans le sud de la France. Placé temporairement sous le commandement général de la marine des États-Unis (US Navy), il participe à des exercices d'entraînement et à des escortes des forces de rassemblement des convois. Le 10 août, il est déployé à Oran, en Algérie, et le lendemain, accompagné de ses navires jumeaux (sister ship) Cleveland (L46) et Calpe (L71), rejoint l'escorte du convoi AM1 au départ d'Oran. Il se détache du convoi AM1 pour faire un ravitaillement en carburant le 13 août, pour le rejoindre le lendemain et arrive au large de la zone de débarquement le 15 août. Il patrouille pour la protection des navires extérieurs, et assiste le débarquement amphibie jusqu'à la fin de l'opération, pour revenir sous le commandement de la Royal Navy. Il rejoint la British Aegean Force (Force navale britannique de la mer Égée) et est transféré dans des bases à Alexandrie, en Égypte,.
En septembre, lorsque l'armée allemande commencé à se retirer de la mer Égée et de la Grèce, le Catterick rejoint les porte-avions d'escorte Hunter (D80), Stalker (D91), Emperor (D98), Attacker (D02), Searcher (D40), Pursuer (D73) et Khedive (D62), les croiseurs Orion (85), Ajax (22), Royalist (89), Black Prince (81), Aurora (12) et Colombo (D89) les destroyers Troubridge, Termagant (R89), Terpsichore, Teazer (R23), Tuscan (R56) et Tumult (R11) et les destroyers d'escorte Brecon (L76), Calpe, Cleveland, Liddesdale (L100) et Zetland pour intercepter les navires ennemis pendant leur retraite et à tirer avec son artillerie pour soutenir la reprise de la Grèce.
Le 5 octobre, le Catterick et le croiseur Aurora bombardent l'île de Levitha dans les îles du Dodécanèse. En novembre, il patrouille et escorte les navires de transport dans la région de la Méditerranée orientale tout en participant à la reprise de la Grèce. En décembre, il rejoint la 22e Flotte de destroyers basée à Malte pour patrouiller et escorter les navires de transport dans les eaux de la Méditerranée centrale et de l'Adriatique.

#### 1945
Le Catterick continue de soutenir les opérations militaires dans les mers Égée et Adriatique. Le 1er mai 1945, accompagné du destroyer Kimberley (F50), du destroyer grec Kriti (L84), participe au débarquement sur l'île de Rhodes.
Puis, il revient en Angleterre, pour un repos de son équipage et effectue des adaptations en vue des manœuvres pour servir en Extrême-Orient avec la Eastern Fleet.
Le Catterick se rend à Durban, en Afrique du Sud en juillet pour une révision majeure avant de se rendre en Extrême-Orient. Pendant ce temps, le Japon accepte de se rendre le 15 août, ce qui met fin à la Seconde Guerre mondiale. Après avoir terminé sa mise à niveau, il est mobilisé pour la Méditerranée en janvier 1946.

### Après-guerre
Le Catterick  est transféré en prêt à la Marine royale grecque en mai 1946 et rebaptisé HHMS Hastings.
Plus tard, le navire est reclassé en tant que frégate et sert dans la marine grecque jusqu'en 1963, date à laquelle il est vendu pour son démantèlement au Pirée, arrivant au chantier de démolition en juin de la même année.

### Honneurs de bataille
- SALERNO 1943
- SOUTH FRANCE 1944
- AEGEAN 1944

### Commandement
- Lieutenant (Lt.) Alexander Tyson (RN) du 16 mars 1942 au 31 janvier 1944
- Lieutenant (Lt.) Derek Peel Willan (RN) du 31 janvier 1944 à janvier 1945
- A/Lieutenant Commander (A/Lt.Cdr.) John Duff Ritchie (RN) de janvier 1945 à mi 1946